# Erinnerungen an die Okkupation in Griechenland
Das Online-Archiv Erinnerungen an die Okkupation in Griechenland (griechisch Μνήμες από την κατοχή στην Ελλάδα) ist eine digitale Sammlung von 93 Interviews mit Zeitzeugen der Besatzung Griechenlands durch die Wehrmacht und die SS während des Nationalsozialismus (1941–44). Diese Interviews wurden zwischen 2016 und Ende 2018 von griechischen und deutschen Wissenschaftlern im Rahmen des gleichnamigen Projektes „Erinnerungen an die Okkupation in Griechenland“ am Center für Digitale Systeme (CeDiS) der Freien Universität Berlin durchgeführt. Sie wurden gefilmt, auf Griechisch transkribiert und ins Deutsche übersetzt. Das Archiv mit dem gesamten erstellten Videomaterial ist seit April 2018 öffentlich zugänglich. Ein ebenfalls am CeDiS angesiedeltes Folgeprojekt beabsichtigt die Entwicklung eines digitalen Bildungsportals, das die Zeitzeugen-Berichte und ihren historischen Zusammenhang für Schüler zugänglich macht.

## Projekt

### Institutioneller Rahmen
Das Projekt „Erinnerungen an die Okkupation in Griechenland“ ist am Center für Digitale Systeme (CeDiS) der Freien Universität Berlin (FU Berlin) angesiedelt. Die Projektleitung obliegt Nicolas Apostolopoulos (Freie Universität Berlin). Die wissenschaftliche Projektleitung in Griechenland wird von Hagen Fleischer (Nationale und Kapodistrias-Universität Athen) wahrgenommen, der zu den weltweit wichtigsten Experten der Erforschung der deutschen Okkupation in Griechenland gilt. Die Projektmitarbeiter sind ausgewählte Forscher griechischer und deutscher Universitäten.
Das Projekt ist binational angelegt und wurde von deutschen sowie von griechischen Institutionen gefördert. Durch den Einsatz politischer Akteure wie des ehemaligen Bundespräsidenten Joachim Gauck und des Außenministers und späteren Bundespräsidenten Frank-Walter Steinmeier, wurde die Finanzierung des Projekts durch den Deutsch-Griechischen Zukunftsfonds des Auswärtigen Amtes anteilsmäßig gesichert. Das Vorhaben wurde ferner mitfinanziert von der griechischen Stavros Niarchos Foundation, der deutschen Stiftung Erinnerung, Verantwortung und Zukunft sowie der Freien Universität Berlin. Kooperationspartner ist die Nationale und Kapodistrias-Universität Athen.

### Durchführung/Forschungsarbeiten
Von Mai 2016 bis Ende 2018 wurden im Rahmen des Projekts 93 Interviews mit Zeitzeugen der deutschen Okkupation in Griechenland durchgeführt. Bei den Interviews mit den Zeitzeugen orientierten sich die Mitarbeiter des Projekts an der im Bereich der „Oral History“ gängigen biografisch-narrativen Methode nach Alexander von Plato. Der Begriff „Oral History“ verweist auf die wissenschaftliche Forschung und Interpretation historischer Ereignisse anhand mündlicher Geschichtsquellen.
Die im Rahmen des Projektes durchgeführten Interviews wurden gefilmt, geschnitten, in Abschnitte unterteilt, transkribiert und anschließend ins Deutsche übersetzt und untertitelt. In einer zweiten Phase wurden die Interviews mit wissenschaftlichen Anmerkungen und Literaturhinweisen aufbereitet. Damit das spätere Archivmaterial möglichst leicht zugänglich ist, wurden begleitende Listen mit Schlagwörtern und wichtigen Begriffen, kurze Lebensläufe der Interviewten sowie Interviewprotokolle verfasst.

## Archiv

### Inhalt
Das Archiv des Programms enthält die gesamten aufgenommenen Interviews mit griechischen Zeitzeugen der deutschen Okkupation. Zu diesen Zeitzeugen gehören Überlebende von Massakern und Vergeltungsaktionen, Widerstandskämpfer, Holocaustüberlebende sowie Juden, die als Kinder während der Okkupation versteckt wurden.
In ihren Erinnerungsberichten erzählen die Zeitzeugen vom Besatzungsalltag, von der Flucht, der Judenverfolgung, den Konzentrationslagern, der Kollaboration, den Vergeltungsaktionen, den Massenhinrichtungen und dem Widerstand. Die Berichte stammen aus unterschiedlichen Regionen Griechenlands. Einige Interviews wurden aber auch in Israel bzw. in Berlin geführt.

### Nutzung
Das digitale Archiv verfügt über eine modulare Softwarearchitektur, die in mehrjähriger Entwicklung am Center für Digitale Systeme der FU erstellt und an die Bedürfnisse des spezifischen Projekts angepasst wurde.
Für die Nutzung des digitalen Archivs ist eine Registrierung bzw. Erstellung eines persönlichen Nutzerkontos zum Datenschutz der interviewten Zeitzeugen erforderlich. Die Struktur des digitalen Archivs ermöglicht sowohl eine Volltext- als auch eine Schlagwortsuche. Darüber hinaus steht Nutzer ein sogenannter „alphabetischer Thesaurus“ mit über 3.000 im Archiv vorkommenden Begriffen und Namen zur Verfügung.

## Bildungsportal

### Ziel
Ziel der Archiverstellung war von Anfang an auch die Entwicklung von Material für den Schulunterricht sowohl in Griechenland als auch in Deutschland. Zu diesem Zweck wurde das zweijährige Folgeprojekt „Erinnerungen an die Okkupation in Griechenland – Bildungsportal“ initiiert, das vom Auswärtigen Amt und der Stavros Niarchos Foundation gefördert wird.
Dieses Projekt beabsichtigt die Entwicklung von Bildungsmaterialien, die griechischen und deutschen Jugendlichen das Lernen über die Okkupation in Griechenland und die Geschichte des Zweiten Weltkrieges durch das Archiv ermöglicht. Anhand verschiedener Themenschwerpunkte, wie z. B. Konzentrationslager, Widerstand, Kindheit im Krieg oder Hunger, können Schüler in einer digitalen Lern- und Arbeitsumgebung Aufgabenstellungen bearbeiten, Dokumente einsehen, Informationstexte lesen sowie über die Interviews mit den Zeitzeugen einen persönlicheren Zugang zu Geschichte entwickeln. Dadurch wird nicht nur historisches Wissen vermittelt, sondern auch ein kritischer Umgang mit dem Format der lebensgeschichtlichen Erzählung als historischer Quelle gefördert. Das Bildungsportal soll schließlich in beiden Sprachen entwickelt werden und im Rahmen des jeweiligen Länderbildungssystems anwendbar sein.

### Sonstige Anwendungen des Archivs in der Bildung
Über das Bildungsportal und die begleitenden Veranstaltungen hinaus treibt das Folgeprojekt die Verbreitung und Nutzung des Archivs auch in der außerschulischen Bildung an sowie im Rahmen von Bildungsinitiativen für Jugendliche und Erwachsene wie dem 2019 gegründeten Deutsch-Griechischen Jugendwerk. Die Verwendung des Archivmaterials in diesem Zusammenhang soll langfristig zur Entwicklung einer gemeinsamen deutsch-griechischen Erinnerungskultur beitragen.

## Projektpräsentationen
Das Projekt wurde bei mehreren Veranstaltungen in Deutschland und Griechenland der Öffentlichkeit vorgestellt. So wurden im Februar 2017 erste Ergebnisse des Projekts in der Nationalen und Kapodistrias-Universität in Athen präsentiert. Im April 2018 wurde aus Anlass der Veröffentlichung des digitalen Archivs in der Stiftung Topographie des Terrors in Berlin eine Veranstaltung organisiert, bei der zahlreiche Vertreter aus Politik und Wissenschaft sowie Förderer des Projekts, Wissenschaftler, aktiv Mitwirkende im Bereich der deutsch-griechischen Beziehungen sowie interessierte Bürger anwesend waren.
Am 4. Oktober 2019 fand eine Tagung zum Thema Das digitale Zeitzeugenarchiv Erinnerungen an die Okkupation in Griechenland im deutsch-griechischen Jugendaustausch im griechischen Ministerium für Bildung, Forschung und Religionen statt. Anwesend bei der Tagung waren Pädagogen, Politiker sowie Vertreter kultureller und religiöser Institutionen. Der bei der Tagung besprochene Vorschlag für die Verwendung des Archivs in deutsch-griechischen Jugendaustauschprogrammen wurde zum ersten Mal im Rahmen einer Tagung an der Freien Universität am 8. und 9. April 2019 vorgestellt.
Schließlich wurde am 11. und 12. Oktober 2019 eine wissenschaftliche Konferenz zum Thema „Erinnerung, Zeitzeugnis und digitale Ansätze in der Geschichtswissenschaft: Das Archiv Erinnerungen an die Okkupation in Griechenland“ an der Nationalen und Kapodistrias-Universität Athen veranstaltet. Organisiert wurde die Konferenz von der Werkstatt für historische Forschung und Dokumentation des Instituts für Geschichte und Archäologie der Universität Athen in Kooperation mit dem Projekt „Erinnerungen an die Okkupation in Griechenland“. Die Veranstaltung deckte ein breites Themenspektrum ab, welches von historiografischen Retrospektiven bis hin zu Dissertations- und Habilitationsprojekten und deren Verknüpfung mit dem Zeitzeugenarchiv reichte.